# Arena (Duran Duran)
| Recensione | Giudizio    |
| ---------- | ----------- |
| Ondarock   | Consigliato |

Arena è il primo album live dei Duran Duran, pubblicato per la prima volta il 12 novembre 1984 dalla EMI Records.
L'album è stato registrato a Oakland durante il Sing Blue Silver Tour; al suo interno è contenuto il brano inedito in studio The Wild Boys, diffuso circa un mese prima su singolo.

## Tracce
Testi e musiche di Taylor, Taylor, Taylor, Rhodes e Le Bon.
1. Is There Something I Should Know? (Live) – 4:34
2. Hungry like the Wolf (Live) – 4:01
3. New Religion (Live) – 5:37
4. Save a Prayer (Live) – 6:12
5. The Wild Boys (inedito, Studio) – 4:18
6. Seventh Stranger (Live) – 5:11
7. The Chauffeur (Live) – 5:24
8. Union of the Snake (Live) – 4:08
9. Planet Earth (Live) – 4:31
10. Careless Memories (Live) – 4:08

## Singoli
- The Wild Boys (ottobre 1984)
- Save a Prayer (Live) (gennaio 1985)

## Formazione
- Simon Le Bon - voce
- Nick Rhodes - tastiere
- John Taylor - basso
- Roger Taylor - batteria
- Andy Taylor - chitarra

## Musicisti nel Tour
- Andy Hamilton - sassofono
- Raphael DeJesus - cori
- B.J. Nelson - cori
- Charmaine Burch - cori
- Jason Corsaro – ingegnere e mixer
- George Tukto – ingegnere
- Duran Duran – produttori

Accrediti su The Wild Boys:
- Nile Rodgers – produttore
- Jason Corsaro – ingegnere e mix